# 圣伯多禄圣保禄堂 (新加坡)
1°17′52″N 103°51′05″E / 1.29778°N 103.85139°E

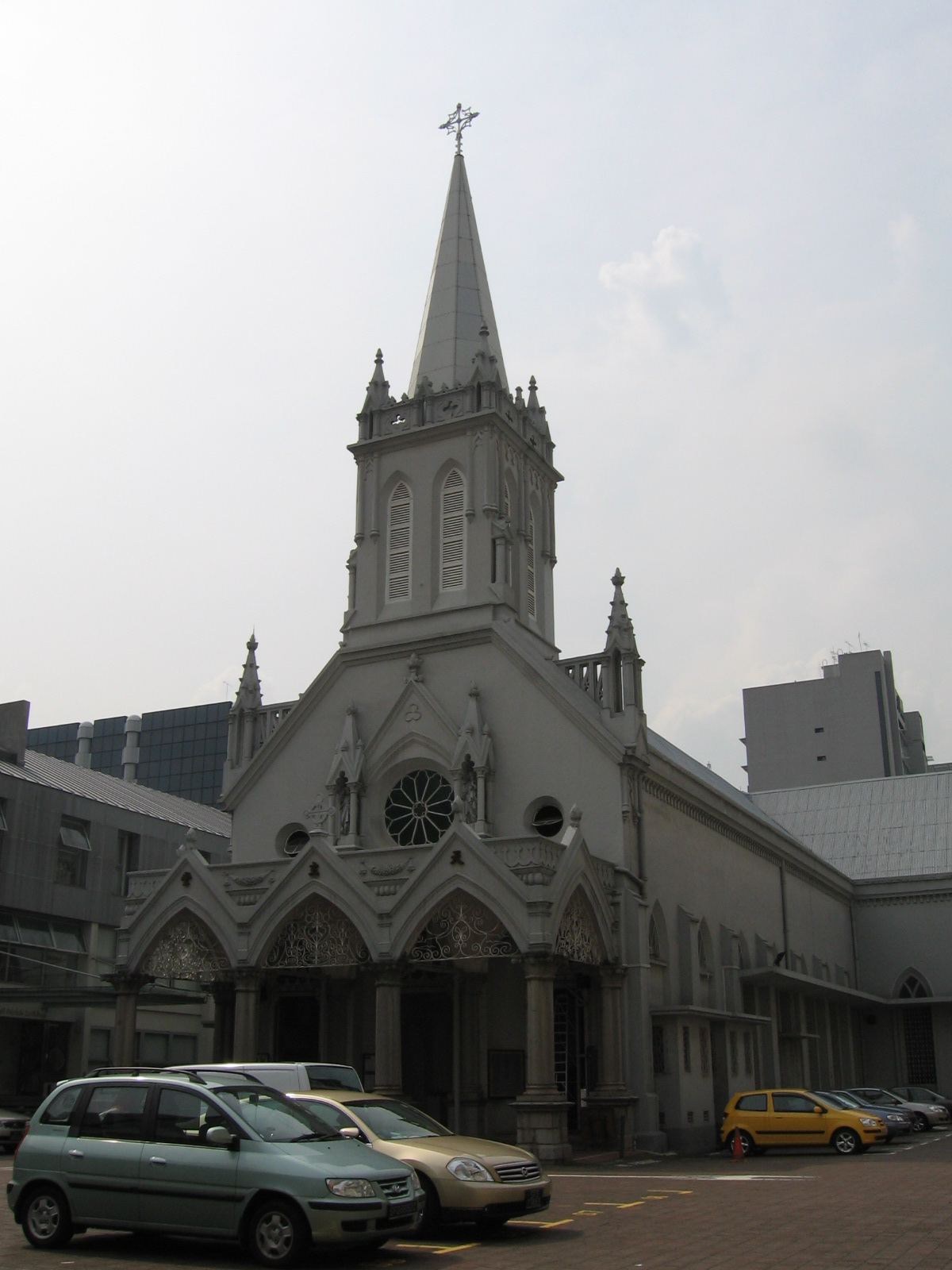
圣伯多禄圣保禄堂

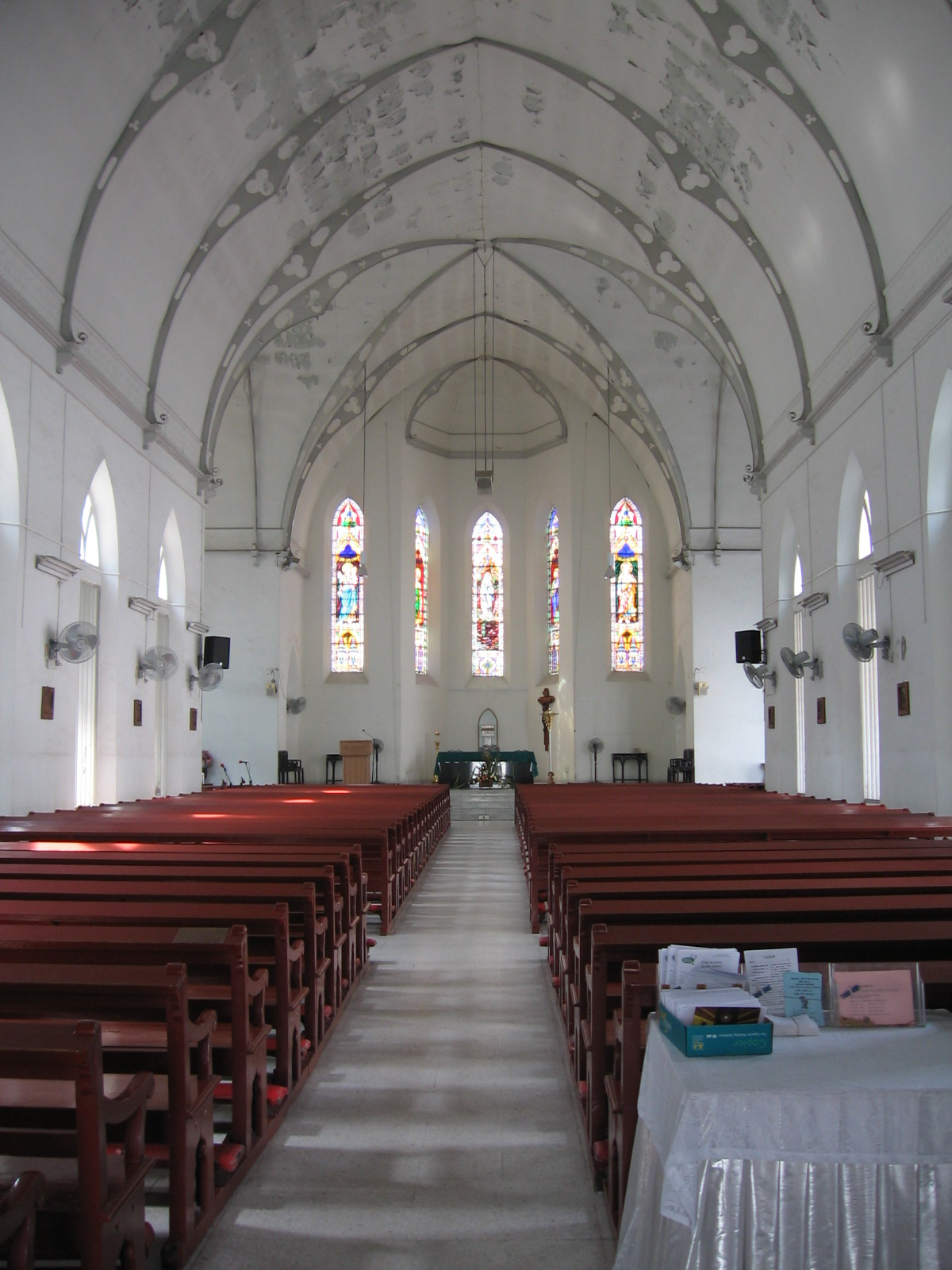

圣伯多禄圣保禄堂（Church of Saints Peter and Paul）是新加坡的一座天主教教堂，位于新加坡中区的奎因街。

## 历史
圣伯多禄圣保禄堂的历史与新加坡华人天主教团体的发展有关。该堂兴建于1869年到1870年，服务于操各种中国以及印度方言的信徒。这里也是许多欧洲传教士在前往中国传教之前学习中文的一个中心。
华人天主教徒的第一个小圣堂位于勿拉士峇沙路，他们承担建设成本的五分之一，于1833年建成。然而，到19世纪30年代末，已经显得太小，于是迁入善牧主教座堂。但是随着不同语言的信徒增加，有必要新建一座教堂。据说拿破仑三世拨款建造了墙体。
1888年，露德圣母堂建成，印度信徒搬到那里，于是圣伯多禄圣保禄堂成为纯粹的华人教堂。1910年，操粤语和客家话的信徒离开圣伯多禄圣保禄堂，转入新建的圣心堂。1929年，福佬人（閩南人）转入新建的圣德肋撒堂。后两个教堂都得到了富裕的中国信徒的资助。
2003年2月10日，圣伯多禄圣保禄堂被列为新加坡国家古迹。2006年9月4日至11月12日，该堂成为新加坡双年展的展览场地之一。
目前，该堂由加尔默罗会管理。弥撒通常使用英语，星期天上午举行一场華語弥撒，以及星期天下午舉行一場粵語彌撒。時間為下午2:00。